# Barreira (Ceará)
Pour les articles homonymes, voir Barreira.
Barreira est une municipalité brésilienne de l'État du Ceará.